# Pharmacophagus antenor
Pharmacophagus antenor là một loài bướm ngày trong Họ Bướm phượng. Tên thông dụng trong tiếng Anh là Bướm phượng khổng lồ Madagascar, nó có sải cái dài 12–14 cm. Nó là loài bản địa Madagascar và là loài duy nhất thuộc chi Pharmacophagus.